# Vodna
Vodna (Bulgaars: Водна) is een dorp in het noordwesten van Bulgarije. Zij is gelegen in de gemeente Gramada in oblast Vidin. Het dorp ligt 21 km ten zuidwesten van Vidin en 137 km ten noordwesten van Sofia.

## Bevolking
In de eerste telling van 1934 registreerde het dorp 690 inwoners. Dit aantal neemt sindsdien, net als elders in Noordwest-Bulgarije, in een rap tempo af. Op 31 december 2019 werden er 56 inwoners geteld.
|  |

Van de 73 inwoners reageerden er 73 op de optionele volkstelling van 2011. Alle inwoners identificeerden zichzelf als etnische Bulgaren (100%).
| Etnische samenstelling van de respondenten (2011) | Etnische samenstelling van de respondenten (2011) | Etnische samenstelling van de respondenten (2011) | Etnische samenstelling van de respondenten (2011) | Etnische samenstelling van de respondenten (2011) |
| ------------------------------------------------- | ------------------------------------------------- | ------------------------------------------------- | ------------------------------------------------- | ------------------------------------------------- |
|                                                   |                                                   |                                                   |                                                   |                                                   |
| Bulgaren                                          | Bulgaren                                          |                                                   | 100,0%                                            | 100,0%                                            |
| Turken                                            | Turken                                            |                                                   | 0,0%                                              | 0,0%                                              |
| Roma                                              | Roma                                              |                                                   | 0,0%                                              | 0,0%                                              |
| Anders/Onbekend                                   | Anders/Onbekend                                   |                                                   | 0,0%                                              | 0,0%                                              |

De bevolking van het dorp is sterk verouderd. In februari 2011 telde het dorp 73 inwoners, waarvan slechts 1 tussen de 0-14 jaar oud (1%), 18 inwoners tussen de 15-64 jaar (25%) en 54 inwoners van 65 jaar of ouder (74%).